# Grand Prix de Fourmies féminin 2021
La 2e édition du Grand Prix de Fourmies féminin (officiellement Choralis Fourmies Féminine Classic) a eu lieu le 12 septembre 2021. La course fait partie du calendrier international féminin UCI 2021 en catégorie 1.2. Elle est remportée par la Britannique Pfeiffer Georgi.

## Récit de course
Pfeiffer Georgi remporte la course au sprint devant Rachel Neylan.

## Classements

### Classement final
| \| Classement général \| Classement général \| Classement général \| Classement général \| Classement général \| \| Coureuse \| Coureuse \| Pays \| Équipe \| Temps \| \| ------------------ \| ----------------------- \| ------------------ \| ---------------------- \| ------------------ \| \| 1re \| Pfeiffer Georgi \| Royaume-Uni \| Team DSM \| 2 h 57 min 20 s \| \| 2e \| Rachel Neylan \| Australie \| Parkhotel Valkenburg \| + 0 s \| \| 3e \| Silvia Zanardi \| Italie \| Bepink \| + 2 s \| \| 4e \| Maike van der Duin \| Pays-Bas \| Drops-Le Col \| + 2 s \| \| 5e \| Coryn Rivera \| États-Unis \| Team DSM \| + 2 s \| \| 6e \| Marit Raaijmakers \| Pays-Bas \| Parkhotel Valkenburg \| + 2 s \| \| 7e \| Nina Buysman \| Pays-Bas \| Parkhotel Valkenburg \| + 2 s \| \| 8e \| Marie-Morgane Le Deunff \| France \| Arkéa Pro Cycling Team \| + 2 s \| \| 9e \| Esmée Peperkamp \| Pays-Bas \| Team DSM \| + 2 s \| \| 10e \| Danielle Christmas \| Royaume-Uni \| Drops-Le Col \| + 8 s \| |                         |             |                        |                 |
| |                         |             |                        |                 |
| Source : Cycling Quotient |                         |             |                        |                 |
| Classement général |                         |             |                        |                 |
| Coureuse | Coureuse                | Pays        | Équipe                 | Temps           |
| 1re | Pfeiffer Georgi         | Royaume-Uni | Team DSM               | 2 h 57 min 20 s |
| 2e | Rachel Neylan           | Australie   | Parkhotel Valkenburg   | + 0 s           |
| 3e | Silvia Zanardi          | Italie      | Bepink                 | + 2 s           |
| 4e | Maike van der Duin      | Pays-Bas    | Drops-Le Col           | + 2 s           |
| 5e | Coryn Rivera            | États-Unis  | Team DSM               | + 2 s           |
| 6e | Marit Raaijmakers       | Pays-Bas    | Parkhotel Valkenburg   | + 2 s           |
| 7e | Nina Buysman            | Pays-Bas    | Parkhotel Valkenburg   | + 2 s           |
| 8e | Marie-Morgane Le Deunff | France      | Arkéa Pro Cycling Team | + 2 s           |
| 9e | Esmée Peperkamp         | Pays-Bas    | Team DSM               | + 2 s           |
| 10e | Danielle Christmas      | Royaume-Uni | Drops-Le Col           | + 8 s           |

### Points UCI
| Position           | 1er | 2e | 3e | 4e | 5e | 6e | 7e | 8e à 10e |
| Classement général | 40  | 30 | 25 | 20 | 15 | 10 | 5  | 3        |